# Ramblewood (Pennsylvanie)
Ramblewood est une census-designated place située dans le comté de Centre, dans l’État de Pennsylvanie, aux États-Unis. Lors du recensement de 2020, elle compte 769 habitants.